# György Jánosházy
György Jánosházy (Cluj-Napoca, 20 de junio de 1922 - Târgu Mureş, 19 de febrero de 2015) fue un poeta, traductor y crítico literario húngaro de Transilvania.

## Biografía
Tras los estudios secundarios en el Colegio Unitario de Cluj-Napoca (1942), se licenció en derecho en 1946 por el Bolyai Farkas Líceum, un centro universitario en lengua húngara de Târgu Mureş, i obtuvo el título de la Escuela de Artes Escénicas Szentgyörgy István (de la que sería director en 1952) en la misma ciudad. De 1943 a 1945 trabajó de empleado en el Banco de Ahorros y Créditos en Cluj-Napoca; después, de 1945 a 1948 fue redactor jefe de las revistas Erdély e Igazság, director de la Ópera Estatal Húngara de Cluj-Napoca (1949-1958), y director de la revista de arte Művészet en Târgu Mureş en 1958; de vuelta en Cluj-Napoca, ejerció de crítico literario y artístico desde 1958 a 1963, y de nuevo en Târgu Mureş, fue editor y jefe de redacción de Igaz Szó entre 1969 y 1990 y subdirector de Látó de 1990 a 1991.
Sus primeros poemas aparecieron en el periódico Budapesti Újság (1943), y a partir de entonces publicó numerosas colaboraciones y traducciones en diversos medios, como (además de los ya citados) Népszava, Új idők, Híd, Forrás, Kortárs y Nagyvilág en Budapest, y Erdélyi Helikon, Utunk, A Hét, Előre, Művészet, Új Élet, Korunk e Igaz Szó en Rumanía. Sus traducciones de poetas como Mihai Eminescu, Alexandru Philippide, Ion Barbu, Camil Petrescu, Dan Deşliu, Geo Bogza, Ion Pillat, la novela Labirintus de Francisc Păcurariu, las prosas de Tudor Arghezi, etc., tuvieron un papel importante en la recepción de la literatura rumana en húngaro. Por otra parte, su competencia en inglés, francés, italiano, español, catalán, portugués y alemán contribuyó en gran medida a poner la literatura mundial al alcance de los intelectuales húngaros de Transilvania, donde dio a conocer obras de autores tan diversos como Shakespeare, Daniel Defoe, Bernard Shaw, Ben Jonson, Dürrenmatt, Calderón, García Márquez, Vargas Llosa, Alejo Carpentier, Camões, Eça de Queiroz, Àngel Guimerà, Carner, Foix y Espriu, entre muchos otros.

## Algunas obras

### Poesía
- Az őrült nagyúr jármában (El vehículo del señor loco). Cluj-Napoca: Minerva, 1947.
- Lepkék szekrényben (Mariposas en el armario). Târgu Mureş: Mentor, 1994.
- Innen semerre (De aquí a ninguna parte). Budapest: Enciklopédia, 1995.
- Úszó sziget (Isla flotante). Târgu Mureş: Mentor, 2002.
- Vízöntő (Acuario). Târgu Mureş: Mentor, 2005.

### Ensayos, estudios y monografías
- Három klasszikus dráma. Irodalomtörténeti tanulmányok (Tres dramas clásicos. Estudios de historia literaria). Bucarest: Irodalmi, 1964.
- Bábel tornya. Jegyzetek a mai nyugati drámáról (Torre de Babel. Notas sobre el drama occidental de hoy). Bucarest: Irodalmi, 1966.
- Rím és rivalda (Rima y rabia). Bucarest: Irodalmi, 1969.
- Korok, emberek (Edades, personas). Cluj-Napoca: Dacia, 1978.

### Traducciones
- Ivan Yefrémov, Szélrózsa. Elbeszélések (La rosa de los vientos. Narraciones), Oradea: Arlus–Cartea Rusă, 1947
- Tudor Arghezi, Morzsányi tavasz (Primavera en Morzsány), Bucarest: Ifjúsági, 1962
- Fehér kövön fekete kő. Spanyol és portugál versek (Piedra negra sobre una piedra blanca. Poemas españoles y portugueses), Bucarest: Irodalmi, 1965
- William Shakespeare, III. Edwárd. Dráma, Bucarest: Irodalmi Kiadó, 1969
- Körtánc fantomokkal. Modern katalán költők (Ronda con fantasmas. Poetas catalanes modernos). Bucarest: Kriterion, 1972.
- Thomas Otway, A megóvott Velence vagy Az elárult összeesküvés (Venecia salvada o La conjura descubierta), Bucarest: Kriterion, 1978.
- John Milton, Elveszett paradicsom (El paraíso perdido), en colaboración con István Jánosy, Budapest: Európa, 1987.
- Ramiro de Maeztu, Don Quijote, Don Juan és Celestina, Bucarest: Kriterion, 1988.
- Mi urunk Don Quijote. Spanyol költők antológiája (Señor Don Quijote. Antología de poetas españoles), Cluj-Napoca: Dacia, 1998.
- Vágtató lovak. XX. századi katalán költők (Caballos al galope. Poetas catalanes del siglo XX). Târgu Mureş: Mentor, 1998.
- William Shakespeare, Coriolanus, Târgu Mureș: Mentor, 1998.
- William Shakespeare, Öt dráma (Cinco dramas), Târgu Mureș: Mentor, 1999.
- Modern katalán színház II (Antología del teatro catalán moderno II). Budapest: Íbisz, 2001.
- Modern katalán színház I (Antología del teatro catalán moderno I). Budapest: Íbisz, 2002.
- Fernando de Rojas, Celestina. Târgu Mureş: Mentor, 2002.
- Pierre de Marivaux, Hazugságok. Vígjátékok a szerelemről (Mentiras. Comedias de amor), Târgu Mureş: Mentor, 2004.
- John Bunyan, A zarándok útja (El progreso del peregrino), Cluj-Napoca: Koinónia, 2005.
- Megrontó szerelem. Mai katalán költők (Mal de amor. Poetas catalanes de hoy). Târgu Mureş: Mentor, 2006.

## Premios
- Medalla de Oro al Mérito de la República de Hungría (1997)
- Premio János Arany (2003)
- Premio de los Editores Húngaros en Rumanía (2012)